# Gunnar Bjursell
Karl Gunnar Bjursell, född 29 maj 1944 i Bo församling, Örebro län, är en svensk professor i genetik och biologi och en pionjär inom svensk kulturmedicinsk forskning. 

## Biografi
Bjursell disputerade 1973 vid Karolinska Institutet och från 1975 blev han docent i medicinsk och fysiologisk kemi där.Under denna tid arbetade han också som stipendiat vid Stanforduniversitetet i Kalifornien och åren mellan 1977 och1982 verkade han som bitr. professor vid Institutionen för Klinisk Genetik, Århus Universitet. Under denna tid var han också gästforskare på ICRF (Imperial Cancer Research Fund  Laboratories) i London .Därefter blev han professor i molekylär genetik vid Göteborgs universitet och sedan 1989 professor i molekylär biologi vid samma institution. Genom sin breda tvärvetenskapliga inriktning inom olika besläktade områden skapade han även en forskningssamverkan med Chalmers tekniska högskola parallellt med sin professur vid universitetet. År 2000 anlitades han som vetenskaplig ledare för Chalmers bioforsknings-satsning och blev sedan bildandet av Chalmers Biocentrum 2005 dess första föreståndare.
Vid slutet av 1990-talet började han intressera sig för det tvärvetenskapliga, internationellt snabbt framväxande området kulturmedicin, där konstnärliga yttringar visar sig ha påtaglig effekt på människors psykiska och fysiska hälsotillstånd. För detta möttes han inledningsvis skepsis från många av sina kollegor. Han lät sig inte hindras av kritiken utan utvidgade sin forskning på Karolinska Institutet och har där grundat den akademiska webbplatsen "Den kulturella hjärnan", där forskningsrapporter och artiklar inom området (däribland musikterapi) från världens främsta universitet samlas tillgängligt för alla i samverkan med bland annat Statens musikverk och Stockholms läns landsting. Han är en av hemsidans två huvudredaktörer.

### Publik verksamhet och utmärkelser
Bjursell har också spelat en framträdande roll inom den akademiska världens tredje uppgift, att informera allmänheten om universitetens vetenskapliga arbeten, och har också tydligt verkat för hög forskningsetik inom de ofta kontroversiella områden han verkat inom, såsom kloning, genforskning, stamcellsforskning och gränslandet mellan biologi och teknik. Han är initiativtagare och 1997 en av grundarna till den årliga Internationella vetenskapsfestivalen i Göteborg och ordförande för dess vetenskapliga råd. För detta engagemang tilldelades han år 2001 Lars Salvius pris, 2002 Konst och Vetenskap Göteborgs universitet, år 2004 Svenska Kunskapspriset och 2006 Längmanska kulturfondens stora pris.  Samma år tilldelades han även Chalmersmedaljen för sitt arbete vid högskolan. År 2001 erhöll han av franska staten l´ordre National du Mérite, samt år 2009 tilldelades han Göteborgs stads förtjänsttecken.
År 2024 tilldelades han det år 2023 instiftade Bernadottepriset, som tilldelas en forskare, konstnär, organisation eller institution som under en längre tid bidragit till folkbildning eller samhällsutveckling inom fältet kultur, kulturarv, konst och estetik. Bjursell tilldelades priset "för sin mångåriga forskning – och stora folkbildande insats – om kulturellt engagemang och dess effekter på hjärnan, välbefinnandet och hälsan".
Han invaldes 1996 i Kungl Vetenskaps- och Vitterhetssamhället samt år 2008 i Ingenjörsvetenskapsakademien.